# برج کوالالامپور
برج کوالالامپور که به برج کی‌ال نیز مشهور است، یک برج بلند واقع در کوالالامپور مالزی است. این برج در سال ۱۹۹۵ به منظور کارهای مخابراتی ساخته شده‌است و به همین علت آنتنی در بالای آن نصب شده‌است. بلندی این برج به ۴۲۱ متر می‌رسد و در رده پنجمین برج بلند گیتی قرار می‌گیرد. این برج برای دسترسی به طبقات بالا از پلکان عمودی و آسانسور بهره می‌گیرد. طبقات بالای این برج دارای یک رستوران گردان می‌باشد که به وسیلهٔ آن، برای کسی که شام می‌خورد پشت زمینه‌ای زیبا از شهر دیده می‌شود. این برج همچنین به صورت یک رصدخانه نجوم اسلامی نیز عمل می‌کند و از آن به هلال ماه نگاه می‌کنند تا آغاز ماه‌های عربی رمضان، شوال و ذی‌الحجه را تشخیص دهند و عید روضه و عید فطر و عید قربان را جشن بگیرند.

## نگارخانه

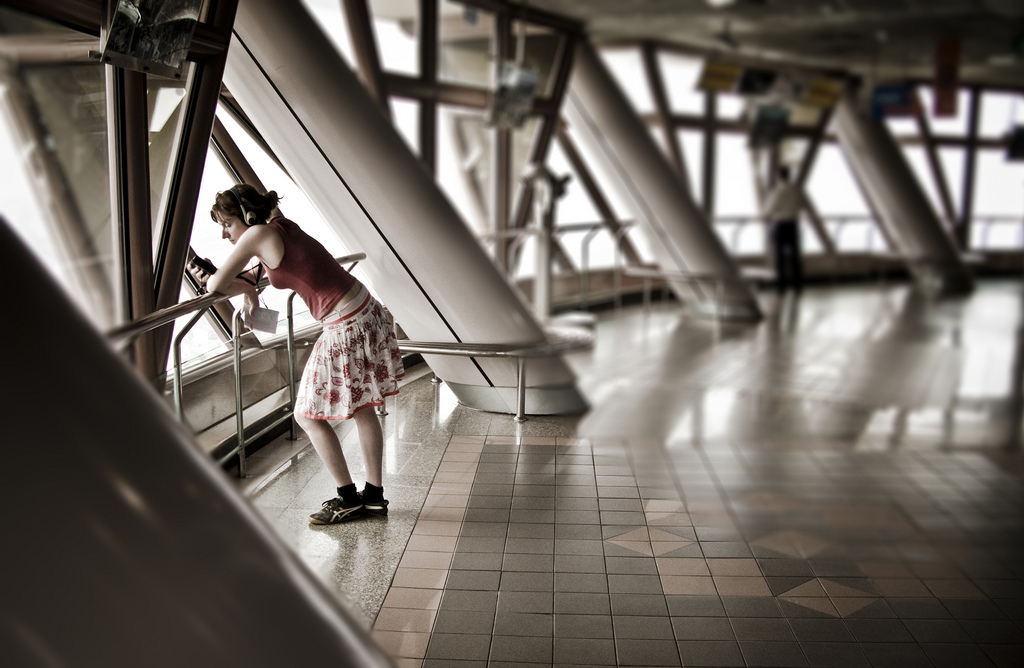